# Algerri
Algerri é um município da Espanha na comarca de Noguera, província de Lérida, comunidade autónoma da Catalunha. Tem 54,3 km² de área e em 2021 tinha 423 habitantes (densidade: 7,8 hab./km²).

## Demografia
| Variação demográfica do município entre 1991 e 2004 [carece de fontes?] | Variação demográfica do município entre 1991 e 2004 [carece de fontes?] | Variação demográfica do município entre 1991 e 2004 [carece de fontes?] | Variação demográfica do município entre 1991 e 2004 [carece de fontes?] |
| ----------------------------------------------------------------------- | ----------------------------------------------------------------------- | ----------------------------------------------------------------------- | ----------------------------------------------------------------------- |
| 1991                                                                    | 1996                                                                    | 2001                                                                    | 2004                                                                    |
| 554                                                                     | 522                                                                     | 499                                                                     | 495                                                                     |